# جرعة زائدة كاملة (لعبة)
جرعة زائدة كاملة (بالإنجليزية: Total Overdose) أحد ألعاب العالم المفتوح التي تندرج في قسم ألعاب المغامرة والقتال، تروي اللعبة حكاية حامل سلاح في المكسيك كما هو معروف في الولايات المتحدة الأمريكية، طَورتها شركة ديادليني جيمز ونشرتها في أوروبا شركة الخيال العلمي للترفيه وفي أمريكا الشمالية شركة إيدوس إنتراكتيف. تحتوي على عرض لعبة تومب رايدر: ليجند على بلاي ستيشن 2 وإكس بوكس أُصدِر جزء آخر للعبة باسم الفلفل الحار (الإنجليزية: Chilli con carnage) متوافقة للتشغيل على أجهزة البلاي ستيشن المحمولة PSP وقد تضمنت بعض الشخصيات الأصلية للجزء الأول (جرعة زائدة كاملة) مع وجود اختلافات ببضع الشخصيات الأخرى، أٌعلن عن تصميم اللعبة في 1 يناير 2007 وأطلقت في 13 فبراير 2007.

## القصة
«رام» كروز (اسم اللاعب). مجرم شاب تحول وكيل إدارة مكافحة المخدرات. وقد تم إرساله إلى المدينة الحدودية المكسيكية لوس توروس والمناطق المحيطة بها من قبل شقيقه التوأم تومي، الذي يريد معرفة من الذي قتل والدهما ارنستو. يُكلف اللاعب بالتسلل والتعامل مع تجار المخدرات في المكسيك، والجيش المكسيكي. يمكن للاعب التجول واختيار التحدي كما يشاء، واستكشاف لوس توروس والمكافآت تجمع على الرف.

## الشخصيات
- راميرو «رام» كروز
- توماس «تومي» كروز: الأخ التوأم رام
- ارنستو كروز: والد الأولاد كروز
- Muerte: هو المسؤول عن وفاة ارنستو كروز
- قائد الثقة: مدرب تومي
- انجلن: حبيبة راميرو